# Le Tallud
Le Tallud é uma comuna francesa na região administrativa da Nova Aquitânia, no departamento de Deux-Sèvres. Estende-se por uma área de 19,22 km². Em 2010 a comuna tinha 2 066 habitantes (densidade: 107,5 hab./km²).